# Sonamoo
Sonamoo este o formație de fete înființată de TS Enterainment. Au debutat la 29 decembrie 2014 cu single-ul „Deja Vu”. Trupa este formată din Minjae, D.ana, Euijin, High.D, NewSun. În trecut, din formație făceau parte și Sumin și Nahyun.

## Discografie

### EP-uri
- Deja Vu
- Cushion
- I Like U Too Much
- I Think I Love U